# Waldschlösschenbron

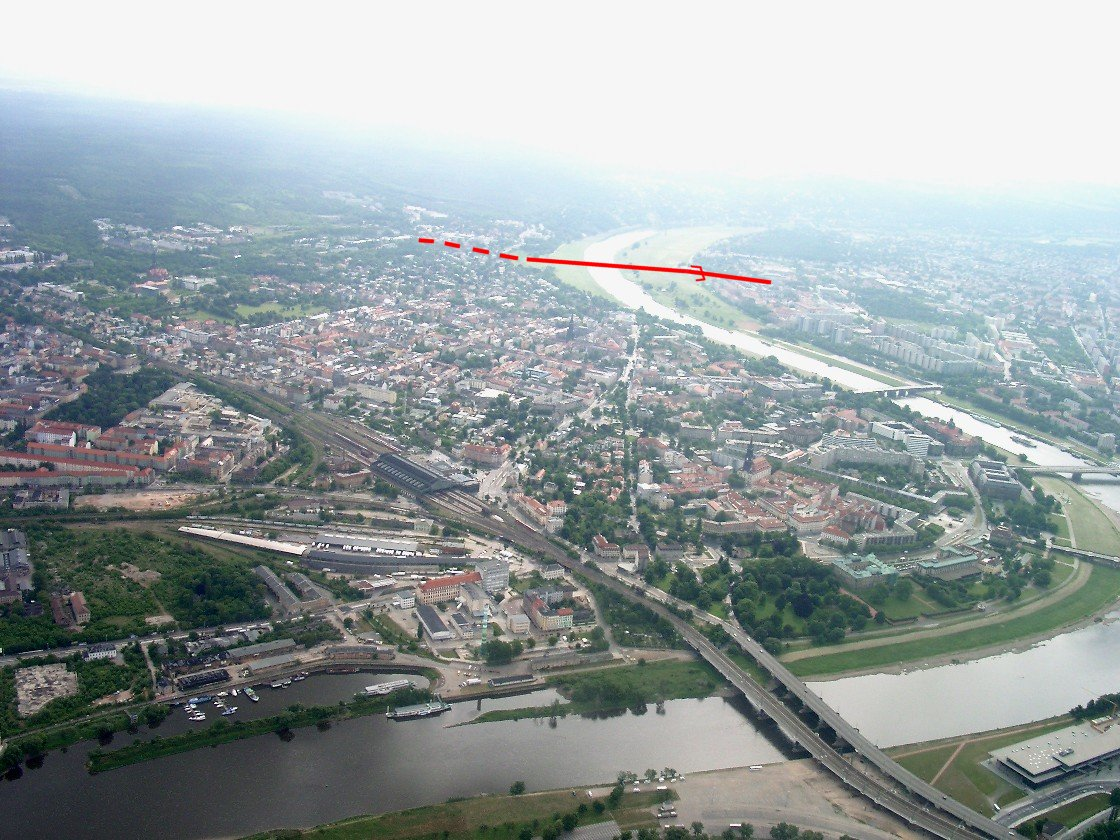
Brons läge

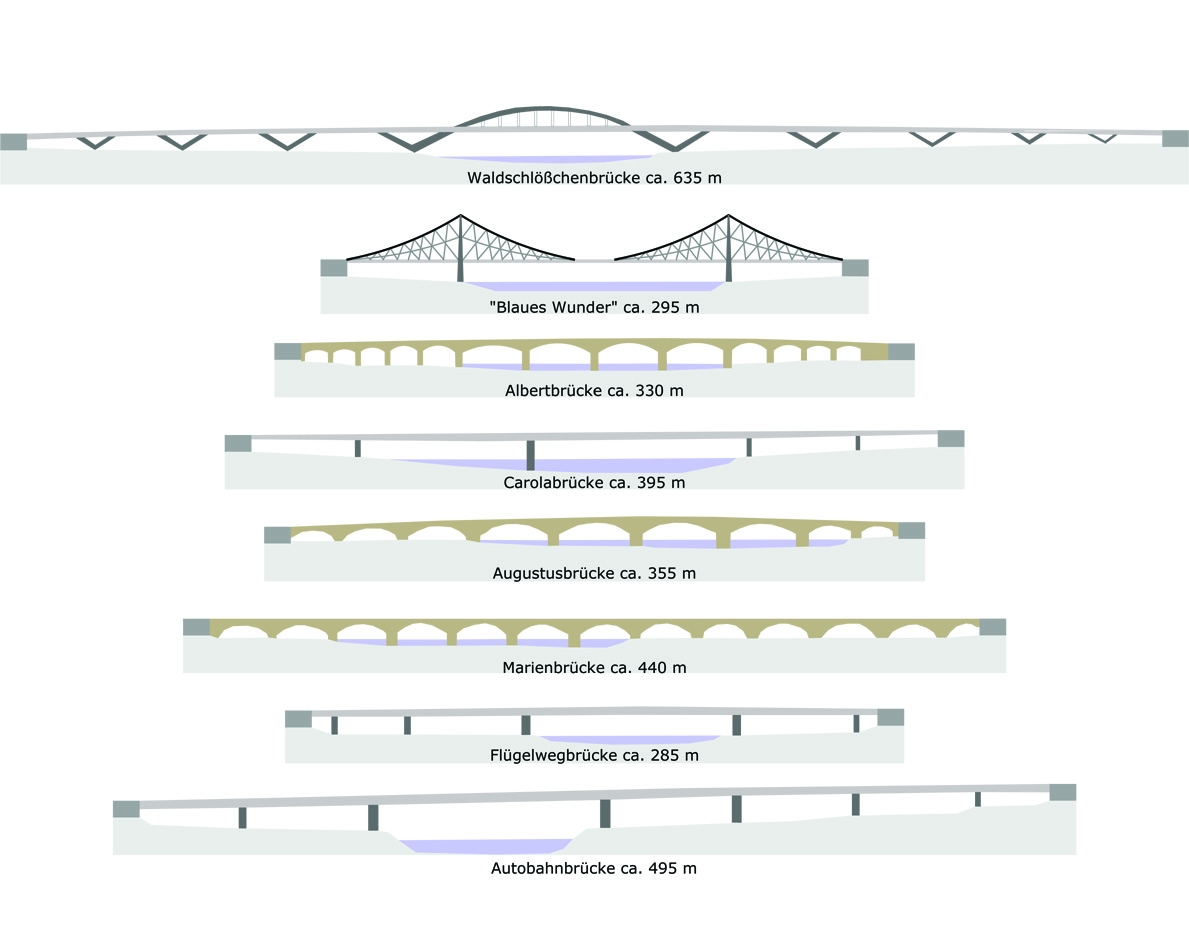
Bron jämfört med andra av Dresdens broar

Waldschlösschenbron (tyska: Waldschlößchenbrücke) är en bro över floden Elbe i Dresden som har byggts för att minska innerstadens trafikstockningar. Bron öppnades 2013 efter en byggstart 2007
Bron är designad av ESKR: Eisenloffel och Sattler (ingenjörer) samt Kolb och Ripke (arkitekter) som vann den öppna tävlingen 1997.

## Kontroverser inför byggandet
Brons eventuella negativa effekter på det intilliggande  världsarvet Elbes dalgång i Dresden medförde flera överklaganden, folkomröstningar och rättsliga turer inklusive hot att avnotera världsarvet..
Byggandet stoppades sedan efter att en administrativ domstol i augusti 2007 beslutat att åtgärder var nödvändiga för att skydda den utrotningshotade fladdermusarten dvärghästskonäsa, av vilken troligen endast omkring 640 fanns kvar i Tyskland, och där ett antal levde nära platsen där bron byggdes. Tyska domstolar fastställde i november 2007 att arbetet kunde fortsätta.
Världsarvskommittén beslutade vid sitt möte, den 25 juni 2009 i Sevilla, för att avnotera området.. Det blev därmed det andra objektet som förlorade sin världsarvsstatus.